# NGC 3454
NGC 3454 (другие обозначения — UGC 6026, MCG 3-28-30, ZWG 95.60, FGC 1155, KCPG 257A, PGC 32763) — спиральная галактика с перемычкой (SBc) в созвездии Льва. Открыта Джоном Гершелем в 1831 году.
Этот объект входит в число перечисленных в оригинальной редакции «Нового общего каталога».
Галактика NGC 3454 входит в состав группы галактик NGC 3370. Помимо NGC 3454 в группу также входят NGC 3370, NGC 3443, NGC 3455 и UGC 5945. NGC 3454 составляет пару с NGC 3455, причём у первой морфология правильная, а у второй заметно искажение спиральных рукавов приливными взаимодействиями.